# Trichodesma boissieri
Trichodesma boissieri är en strävbladig växtart som beskrevs av George Edward Post. Trichodesma boissieri ingår i släktet Trichodesma och familjen strävbladiga växter. Inga underarter finns listade i Catalogue of Life.